# Hauptstadtpreis für Integration und Toleranz
Der Hauptstadtpreis für Integration und Toleranz ist ein Preis zu den Themen Toleranz und Integration. Mit dem Preis werden Projekte der Integrationsarbeit auszeichnet.
Im Rahmen des Hauptstadtpreises werden zudem seit 2012 Einzelpersonen, die sich durch eine besondere Vorbildfunktion oder außergewöhnliches Engagement hervorheben, mit einem Ehrenpreis bzw. Sonderpreis ausgezeichnet. 
Der Preis wurde 2007 von der Initiative Hauptstadt Berlin gegründet. Im Jahr 2011 wurde der Preis durch Bundeskanzlerin Angela Merkel überreicht. Später lag die Schirmherrschaft des Preises bei der Beauftragte der Bundesregierung für Migration, Flüchtlinge und Integration Maria Böhmer, beim Bundesinnenminister Thomas de Maizière und zuletzt bei der  Vizepräsidentin des Europäischen Parlaments Nicola Beer.

## Verleihung
Der Preis geht auf die Initiative des 1990 gegründeten Vereins Initiative Hauptstadt Berlin zurück.
Bewerben können sich Vereine, Projektgruppen und nicht-staatliche Institutionen mit ihren laufenden Projekten. Der Preis anlässlich der Erstverleihung am 20. November 2007 mit insgesamt 15.000 Euro dotiert (7.500 Euro, 5.000 Euro und 2.500 Euro für den ersten, zweiten und dritten Platz); das Geld soll zur Fortführung und Weiterentwicklung dieser Projekte eingesetzt werden. 2015 war der Preis mit insgesamt 20.000 Euro (6.000 Euro, 5.000 Euro und 4.000 Euro für die ersten drei Plätze und 5.000 Euro für den Sonderpreis) ausgeschrieben.
Die Preisgelder stammten ursprünglich aus dem bis 2010 jährlich ausgetragenen Golfturnier um den Benefiz Business Hauptstadtpokal der Initiative Hauptstadt Berlin, durch das Gelder für soziale Projekte gesammelt wurden. Seit 2011 werden sie aus Sponsorengeldern finanziert.
In der Präambel der Ausschreibung des achten Preises (2015) heißt es bezüglich der Motivation des Preises:
„Integration als gesamtgesellschaftlicher Prozess stellt […] eine der großen Herausforderungen der Gegenwart für unsere heutigen, durch Migration geprägten Gesellschaften dar. Toleranz ist ebenso eine unabdingbare Voraussetzung für ein respektvolles und friedliches Zusammenleben.“

## Preisträger

### 2007
2007 wurden folgende Preise verliehen:
| Verein, Projektgruppe oder Institution      | Förderung für Integrationsprojekt(e)                  | Anmerkung     |
| ------------------------------------------- | ----------------------------------------------------- | ------------- |
| „Initiative für ein noch besseres Neukölln“ | 18 laufende Projekte                                  | Hauptpreis    |
| Neuköllner „Mädchencafé Schilleria“         | aktuelles Theaterprojekt des „Mädchencafé Schilleria“ | Zweiter Preis |
| „Club Dialog e.V.“                          | Projekt „College für Kinder und Eltern“               | Dritter Preis |

### 2008
2008 wurden, als zweiter Hauptstadtpreis für integration und Toleranz, folgende Preise verliehen
| Verein, Projektgruppe oder Institution                                                                                   | Förderung für Integrationsprojekt(e)                                                                                                  | Anmerkung     |
| --- | --- | ------------- |
| Diakonisches Werk Neukölln-Oberspree e.V.                                                                                | „Stadtteilmütter in Neukölln“: Einsatz von circa 120 über Qualifizierungsmaßnahmen ausgebildete „Stadtteilmütter“ im Norden Neuköllns | Hauptpreis    |
| casablanca gGmbH | „Sprachstube Deutsch“ | Zweiter Preis |
| Klangwerkstatt Berlin e.V. in Zusammenarbeit mit der Musikschule Paul Hindemith Neukölln und mehreren Neuköllner Schulen | „Mozart rapt“ | Dritter Preis |
| Verein Berliner Kaufleute und Industrieller (VBKI)                                                                       | „Bürgernetzwerk Bildung“ | Sonderpreis   |

### 2009/2010
Als dritter Hauptstadtpreis für integration und Toleranz wurden folgende Preise verliehen:
| Verein, Projektgruppe oder Institution                                                    | Förderung für Integrationsprojekt(e)                                                                                            | Anmerkung     |
| ----------------------------------------------------------------------------------------- | --- | ------------- |
| MORUS 14 e.V.                                                                             | Vereinsaktivitäten, u. a. das Projekt „Netzwerk Schülerhilfe Rollberg“                                                          | Hauptpreis    |
| Kiezboom e.V.                                                                             | Projekt „Mean Stream“: niedrigschwellige Freizeitangebote in den Bereichen Musik, Kunst und Sport für gewaltbereite Jugendliche | Zweiter Preis |
| Diakoniegemeinschaft Bethania e.V. in Kooperation mit dem Quartiersmanagement Moabit West | „MüfüMü – Mütter für Mütter – Integration auf Augenhöhe“                                                                        | Dritter Preis |
| Kita Milchstraße e.V. „Mein zweites Zuhause“                                              | Kita seit 1985 | Sonderpreis   |
| Velo-Fit Werkstattladen                                                                   | Fahrradreparatur unter pädagogischer Anleitung seit 1997                                                                        | Sonderpreis   |

### 2011
2011 wurden, als vierter Hauptstadtpreis für integration und Toleranz,  folgende Preise verliehen:
| Verein, Projektgruppe oder Institution                                                      | Förderung für Integrationsprojekt(e) | Anmerkung     |
| ------------------------------------------------------------------------------------------- | --- | ------------- |
| Filmprojekt „Sprich mit!“                                                                   | Film „Sprich mit! – Deutsch lernen ist cool!“ | Hauptpreis    |
| Migrantas – „Kollektiv Migrantas–eine visuelle Sprache der Migration“                       | Entwicklung von Piktogrammen in Workshops mit bis zu 100 Frauen aus 30 verschiedenen Herkunftsländern                                                      | Zweiter Preis |
| „Heroes - Gegen Unterdrückung im Namen der Ehre“ (getragen durch den Verein Strohhalm e.V.) | circa 6-monatige Qualifizierungs- und Zertifizierungs-Workshops für Durchführung von Rollenspielen mt Schülern zum Thema „Unterdrückung im Namen der Ehre“ | Dritter Preis |

### 2012
2012 wurden folgende Preise verliehen:
| Verein, Projektgruppe oder Institution | Förderung für Integrationsprojekt(e)                                                                                                 | Anmerkung     |
| -------------------------------------- | --- | ------------- |
| puk a malta gGmbH                      | Jugendprojekt „Kingz of Kiez“ | Hauptpreis    |
| „Schülerpaten Berlin e.V.“             | Nachhilfe für Schüler zuhause durch Schülerpaten (circa 130 Personen, zumeist Studenten), mit didaktischer Schulung für Schülerpaten | Zweiter Preis |
| „Kulturbewegt e.V.“                    | interkulturelle Stadtteilführungen „(Zweite) Heimat Neukölln“ und „Route 44“ durch Frauen                                            | Dritter Preis |
| DB Services GmbH                       | „Zukunfts-Camp“ | Sonderpreis   |

Zudem wurde 2012 ein Ehrenpreis der Initiative Hauptstadt Berlin verliehen. Dieser ging an Collien Ulmen-Fernandes für ihr soziales Engagement, zur Förderung eines Projektes ihrer Wahl. Diese Förderung wurde weitergeleitet an das Projekt „Sicher im Kiez“ des Vereins Boxgirls Berlin  e.V. 

### 2013
2013 wurden im Rahmen des sechsten Hauptstadtpreises für Integration und Toleranz folgende Preise verliehen
| Verein, Projektgruppe oder Institution                            | Förderung für Integrationsprojekt(e) | Anmerkung     |
| ----------------------------------------------------------------- | --- | ------------- |
| Initiative „JUGA – jung, gläubig, aktiv“                          | „JUGA – jung, gläubig, aktiv“, Aktionen zur interreligiösen Verständigung                                                                                     | Hauptpreis    |
| Cemal Ates                                                        | Ausbildung junger Menschen mit Behinderungen und Migrationsgeschichte im Malermeister-Betrieb seit 1990                                                       | Zweiter Preis |
| StreetUniverCity Berlin e.V.                                      | berufsvorbereitende und berufsorientierende Bildungsmaßnahmen für Jugendliche in sozialen Brennpunkten (Berlin-Kreuzberg), u. a. „Master of StreetUniverCity“ | Dritter Preis |
| Hatice Akyün für ihre Vorbildfunktion und ihr soziales Engagement | Theater-Projekt SATOE – Gesegnete Heimat des Labels Noir Berlin                                                                                               | Sonderpreis   |

### 2014
2014 wurden als siebter Hauptstadtpreis für Integration und Toleranz folgende Preise verliehen:
| Verein, Projektgruppe oder Institution                                                      | Förderung für Integrationsprojekt(e)                                                                     | Anmerkung     |
| ------------------------------------------------------------------------------------------- | --- | ------------- |
| Klasse 4a der Teltow-Grundschule (gebundene Ganztagsschule in Berlin, Tempelhof-Schöneberg) | Rap mit dem Titel „Eine Reise um die Welt ist in der Teltow nicht schwer“, mit Erstellung einer Musik-CD | Hauptpreis    |
| „Champions ohne Grenzen“                                                                    | „Champions ohne Grenzen“ – Flüchtlingshilfe in Berlin und Brandenburg                                    | Zweiter Preis |
| Bürgerstiftung Berlin                                                                       | „Bilderbuchkino für Roma-Kinder“                                                                         | Dritter Preis |
| Jérôme Boateng für seine Vorbildfunktion und herausragendes Engagement                      | Projekt „Living a dream – Football & Education“                                                          | Sonderpreis   |

### 2015
2015 wurden folgende Preise verliehen:
| Verein, Projektgruppe oder Institution                            | Förderung für Integrationsprojekt(e) | Anmerkung     |
| ----------------------------------------------------------------- | --- | ------------- |
| Deutscher.Soldat.e.V.                                             | Deutscher.Soldat.e.V., von deutschen Soldaten mit Migrationshintergrund in 2010 an der Helmut-Schmidt-Universität/Universität der Bundeswehr Hamburg gegründet | Hauptpreis    |
| Straßenkinder e.V. gemeinsam mit dem Bolle Kinder- und Jugendhaus | „Vielfalt als Chance“, Förderung von Kindern und Jugendlichen mit und ohne Migrationshintergrund                                                               | Zweiter Preis |
| Arabisches Kulturinstitut AKI e.V.                                | 1. Bürger helfen Bürgern – integrativ, sozial und nah 2. Kinderclub Rollberg – Kinderdschungel                                                                 | Dritter Preis |
| Idil Baydar                                                       | Projekt CABUWAZI – (der Chaotisch bunte Wanderzirkus Beyond Borders) – Zirkus mit Kindern und Jugendlichen aus geflüchteten Familien                           | Sonderpreis   |

### 2016
2016 wurden folgende Preise verliehen:
| Verein, Projektgruppe oder Institution                                                | Förderung für Integrationsprojekt(e) | Anmerkung     |
| ------------------------------------------------------------------------------------- | ------------------------------------ | ------------- |
| „meet2respect“ Leadership Berlin                                                      |                                      | Hauptpreis    |
| Farafina e.V. / Afrika-Haus Berlin                                                    |                                      | Zweiter Preis |
| „kein Abseits! e.V.“                                                                  |                                      | Dritter Preis |
| RebellComedy, vertreten durch seine Gründungsmitglieder Usama Elyas und Babak Ghassim |                                      | Sonderpreis   |

### 2017
2017 vergab die Initiative Hauptstadt Berlin e. V. (IHB) zum 10. Mal den Hauptstadtpreis. Die Summe der Preisgelder wurde für dieses Jahr mit Hilfe von Spendengeldern auf 50.000 Euro verdoppelt. Es wurden folgende Preise verliehen:
| Verein, Projektgruppe oder Institution                                                     | Förderung für Integrationsprojekt(e) | Anmerkung     |
| ------------------------------------------------------------------------------------------ | ------------------------------------ | ------------- |
| Jona’s Haus der Stiftung Jona, einer offenen Kinder- und Jugendhilfeeinrichtung in Spandau |                                      | Hauptpreis    |
| Deutsche Filmakademie und ihre Präsidentin Iris Berben: Kurzfilm-Projekt „Mix it“          |                                      | Zweiter Preis |
| Projekt Zentrum Überleben zur Rehabilitierung traumatisierter Geflüchtete                  |                                      | Dritter Preis |
| Jocelyn B. Smith: Projekt „Shine A Light“                                                  |                                      | Sonderpreis   |
| Seyran Ates: Ibn-Rushd-Goethe-Moschee                                                      |                                      | Sonderpreis   |

### 2022
Fünf Jahre später, im Jahr 2022, vergab die Initiative Hauptstadt Berlin e.V. zum 11. Mal den Hauptstadtpreis. Sie verlieh unter der Schirmherrschaft von Nicola Beer, Vizepräsidentin des Europäischen Parlaments, die folgenden Preise:
| Verein, Projektgruppe oder Institution                 | Förderung für Integrationsprojekt(e)                                             | Anmerkung     |
| ------------------------------------------------------ | -------------------------------------------------------------------------------- | ------------- |
| Medizin Hilft e.V.                                     | bietet medizinische Versorgung für Menschen ohne Krankenversicherung             | Hauptpreis    |
| Projekt Nachbartöne des Neuen Musikvereins Berlin e.V. | musikalische Bildung und Aufführungen                                            | Zweiter Preis |
| Vincentino e.V.                                        | Näherbringen des jüdischen Lebens im Rahmen von Bildungsangeboten und -projekten | Dritter Preis |
| Frank Zander                                           | langjähriges Engagement für Obdachlose und Bedürftige in Berlin                  | Sonderpreis   |

### 2023
2023 vergab die IHB den 12. Hauptstadtpreis und verlieh folgende Preise:
| Verein, Projektgruppe oder Institution | Förderung für Integrationsprojekt(e) | Anmerkung     |
| -------------------------------------- | --- | ------------- |
| placet e. V.                           | holt schwer entstellte und behinderte Opfer von Terror, Krieg und Folter nach Deutschland und ermöglicht ihnen mittels plastisch-rekonstruktiver Chirurgie, künftig ein eigenständiges Leben in Würde zu führen | Hauptpreis    |
| Stiftung Off Road Kids                 | erreicht mithilfe ihrer digitalen Streetwork Station ‚sofahopper.de‘ verdeckt obdachlose Jugendliche und junge Volljährige, bevor diese tatsächlich in Berlin obdachlos werden                                  | Zweiter Preis |
| Verein Schülerpaten Berlin e. V.       | vermittelt 1-zu-1-Bildungspatenschaften für sozial benachteiligte Kinder und Jugendliche mit arabischen Migrationshintergrund                                                                                   | Dritter Preis |
| mog61 Miteinander ohne Grenzen e. V.   | unterstützt mit dem Projekt Hand in Hand Menschen, die aufgrund von Krieg und Gewalt aus der Ukraine nach Berlin fliehen mussten                                                                                | Sonderpreis   |